# Kung Fu Panda : Bonnes Fêtes
Pour plus de détails, voir Fiche technique et Distribution.
Kung Fu Panda : Bonnes Fêtes (Kung Fu Panda Holiday) est un film de Noël d'animation spécial américain de 2010, réalisée par Tim Johnson et écrite par Jonathan Groff et Jon Pollack (pt), d'après les personnages de la série de films Kung Fu Panda. Il a été diffusé pour la première fois le 24 novembre 2010 aux États-Unis sur NBC.

## Synopsis
Po est chargé d'organiser le grand banquet réunissant tous les maîtres du Kung Fu…

## Distribution
| - Jack Black : Po - Dustin Hoffman : Maître Shifu - Angelina Jolie : Tigresse - Jackie Chan : Singe - Seth Rogen : Mante - David Cross : Grue - Lucy Liu : Vipère - James Hong : M. Ping - Jack McBrayer : Wo Hop - Dan Fogler : Zeng - Conrad Vernon : Sanglier - Ian McShane : Tai Lung (caméo) | - Manu Payet : Po - Pierre Arditi : Maître Shifu - Françoise Cadol : Tigresse - William Coryn : Singe - Xavier Fagnon : Mante - Tomer Sisley : Grue - Mylène Jampanoï : Vipère - Michel Tureau : M. Ping - Pascal Sellem : Zeng - Éric Missoffe : Wo Hop |

## Distinctions

### Récompenses
- Annie Award 2011 :
  - Meilleure production animée pour la télévision
  - Meilleure animation de personnage pour la télévision
  - Meilleure réalisation pour la télévision
  - Meilleur direction artistique pour la télévision
  - Meilleure performance vocale pour la télévision
- Humanitas Prize 2011 : Meilleur film d'animation pour enfant

### Nominations
- 37e cérémonie des Saturn Awards : Saturn Award du meilleur téléfilm
- 38e cérémonie des Annie Awards :
  - Meilleur storyboard pour la télévision
  - Meilleure musique pour la télévision